# Alban Berg Quartett
O Alban Berg Quartett foi um quarteto de cordas fundado em Viena, Áustria, em 1970. Recebeu o nome em homenagem ao célebre compositor Alban Berg, e sua performance de estreia foi em 1971.
Os membros do quarteto decidiram desfazer o grupo em julho de 2008. Seu último concerto foi apresentado no Teatro Colón em Buenos Aires, Argentina.

## Membros
| Período   | 1º violino     | 2º violino          | Viola                 | Violoncelo     |
| --------- | -------------- | ------------------- | --------------------- | -------------- |
| 1971–1978 | Günter Pichler | Klaus Maetzl † 2016 | Hatto Beyerle         | Valentin Erben |
| 1978–1981 | Günter Pichler | Gerhard Schulz      | Hatto Beyerle         | Valentin Erben |
| 1981–2005 | Günter Pichler | Gerhard Schulz      | Thomas Kakuska † 2005 | Valentin Erben |
| 2005–2008 | Günter Pichler | Gerhard Schulz      | Isabel Charisius      | Valentin Erben |

## História
O quarteto foi fundado em 1970, por quatro jovens professores da Academia de Música de Viena, e fez sua estreia na Konzerthaus de Viena no outono do ano seguinte. Sua inclinação e repertório tinham como foco os clássicos viensenses, desde a tradição romântica até as obras de Berg, Schoenberg, Webern e Bártok, além de outros grandes compositores contemporâneos.
Além de realizar um ciclo anual na Konzerthaus, o quarteto realizava participações regulares nos principais eventos musicais do mundo, incluindo o Berlin Festiv, o Festival de Edimburgo, o IRCAM, no Centro Pompidou, em Paris, o Maggio Musicale Fiorentino, em Florença, e o Festival de Salzburgo e o Festival de Viena, em seu país de origem.
O quarteto também realizou viagens para quase todos os países da Europa, assim como Estados Unidos, Canadá, Austrália e Nova Zelândia. As gravações também foram parte importante da obra do Alban Berg; entre os prêmios obtidos em suas obras gravadas estão o Grand Prix du Disque, o Deutsche Schallplattenpreis, o Grand Prix Japonês e o Flötenuhr de Viena. O grupo recebeu elogios da imprensa internacional, e foi considerado um dos grandes conjuntos musicais de sua época pela crítica musical ao redor do mundo.

### Dissolução do quarteto
Em julho de 2005, o violista do quarteto, Thomas Kakuska, morreu em consequência de um câncer. Seguindo o seu desejo, o ABQ continuou as suas atividades, tendo agora Isabel Charisius, uma ex-aluna de Kakuska, como violista. Mas a perda havia sido muito pesada, como disse o violoncelista Valentin Erben: "Estivemos juntos por 25 anos. Aconteceu uma coisa estranha quando Thomas morreu. Todos nós queríamos continuar, e ele queria que nós continuássemos. E Isabel faz um trabalho incrível, mas houve uma grande ruptura nos nossos corações. Ela podia fazer o melhor possível, mas houve uma quebra.".
Em outubro de 2006, o Konzerthaus de Viena realizou um concerto em memória de Thomas Kakuska na Grande Sala, com amigos músicos, como Angelika Kirchschlager, Elisabeth Leonskaja, Erwin Arditti, Magdalena Kožená, Thomas Quasthoff, Heinrich Schiff, Sir Simon Rattle e muitos outros. Uma orquestra composta por amigos do quarteto e por antigos alunos da Filarmônica de Viena tocou sob a direção de Cláudio Abbado. Em 2007, o quarteto anunciou sua dissolução no final da temporada 2007-2008.
De fato, depois da turnê mundial, em julho de 2008, o Quarteto Alban Berg seria desfeito. Na América do Sul, os últimos concertos do quarteto aconteceram na Argentina - no Teatro Colón e no Teatro Coliseo, ambos em Buenos Aires - e no Brasil - no Teatro Cultura Artística, em São Paulo e na Sala Cecília Meireles, no Rio de Janeiro. Posteriormente, foram realizadas duas apresentações em Taipé, Taiwan, nos dias 12 e 13 de julho de 2008, em memória de um amigo recém-falecido (Yuan-Dong Sheu, ex-presidente do Banco Central de Taiwan), e duas outras na China, no Grande Teatro Nacional de Pequim, em 15 e 16 de julho de 2008.